# ژان برنارد رایموند
ژان برنارد رایموند (انگلیسی: Jean-Bernard Raimond؛ زادهٔ ۶ فوریهٔ ۱۹۲۶ – درگذشته ۷ مارس ۲۰۱۶) یک سیاست‌مدار محافظه‌کار اهل فرانسه بود. او از مارس ۱۹۸۶ تا مه ۱۹۸۸ وزیر امور خارجه فرانسه بود.